# Krókavatnshæð
Krókavatnshæð är en kulle i republiken Island. Den ligger i regionen Norðurland eystra, 300 km nordost om huvudstaden Reykjavík. Toppen på Krókavatnshæð är 528 meter över havet.
Trakten runt Krókavatnshæð är nära nog obefolkad, med mindre än två invånare per kvadratkilometer. Det finns inga samhällen i närheten. Trakten runt Krókavatnshæð består i huvudsak av gräsmarker.